# Oriëntering (architectuur)
Oriëntering, oriëntatie of oosting is het richten van een gebouw op het (astronomische) oosten. In bredere zin kan het ook de gerichtheid aanduiden naar een andere windstreek die in kosmisch of religieus opzicht belangrijk wordt gevonden. In dat geval duidt men die richting ook aan: bijvoorbeeld: oriëntatie op Jeruzalem.

## Kerken
In het Christendom is tijdens het gebed de oriëntatie op het oosten. Vanaf de derde eeuw is deze gewoonte gebaseerd op bijbels-symbolische gronden: Christus als 'Licht van de Wereld' en de 'Zon der Gerechtigheid' (vergelijk Mal. 4:2, Luc. 1:78 en Joh. 8:12) en de verwachting van de wederkomst van Christus uit het oosten om de levenden en doden te oordelen: "Want zoals de bliksem vanuit het oosten komt en tot in het westen zichtbaar is, zo zal het zijn met de komst van de Mensenzoon" (Matt. 24:27 en Openb. 7:2). Vandaar dat in het Byzantijnse Rijk (Oost-Europa) en, later ook in het Heilige Roomse Rijk (West-Europa), het koor meestal aan de oostkant lag, omdat dit het deel van de kerk is waar de Mis, het belangrijkste onderdeel van de katholieke eredienst, zich afspeelt en de gelovigen daardoor vanzelf naar het oosten kijken. Aanvankelijk in het Westen, met name in Rome, hadden de kerken het koor aan hun westzijde en de ingang aan de oostkant (zie bijvoorbeeld Sint-Pietersbasiliek). Ook de oorspronkelijke Constantijns Heilig Grafkerk in Jeruzalem had het altaar aan de westkant.
Sommige kerken zijn gericht naar de plaats waar de zon opkomt op de feestdag van hun patroonheilige. Zo is de kathedraal van Sint Stefanus in Wenen gericht op de plaats van zonsopgang op de feestdag van Sint-Stefanus, 26 december 1137 (in de Juliaanse kalender), toen de bouw startte. Andere kerken vertonen een lichte afwijking vanwege het bestaande stratenpatroon. De invloedrijke Italiaanse aartsbisschop Carolus Borromeus (1538-1584) oordeelde dat kerken exact gericht moesten zijn naar het oosten, precies waar de zon opging bij de equinox. Het is niet bekend in hoeverre zijn oordeel opgevolgd werd.
Al in de middeleeuwen werden er ook kerken zonder oriëntatie gebouwd, omdat ze moesten worden ingepast in de reeds aanwezige stedelijke bebouwing. Dat gold niet alleen voor kloosterkerken van vooral in de steden werkzame bedelorden (franciscanen, dominicanen, augustijnen, karmelieten), maar ook voor andere kerken en kapellen. Bij de herbouw van de middeleeuwse Sint-Maartenskerk in Wyck-Maastricht werd de georiënteerde middeleeuwse kerk omstreeks 1855 vervangen door een niet-georiënteerde neogotische kerk. De toren, die oorspronkelijk aan de westzijde (langs de Maas) lag, werd door de architect Pierre Cuypers op de plaats van het oorspronkelijke koor gesitueerd, waardoor het koor aan de westzijde kwam te liggen. Wat de reden is van deze omdraaiing is niet bekend.

## Andere vormen van oriëntering
Andere voorbeelden van oriëntering zijn:
- gericht naar de opkomst van de zon (Stonehenge), of naar een bepaalde ster op een bepaalde datum (dit laatste vooral bij de Egyptenaren, bijvoorbeeld naar Sirius)
- gericht naar een heilige plaats (het richten van de synagogen op Jeruzalem in het jodendom en de moskeeën op Mekka in de islam)
- de oriëntering van het stratennet van Peking dat in oude tijden op het oosten gericht was op het punt van zonsopgang van de winterzonnewende
- graven waarin de overledenen of met het hoofd richting het westen of richting het oosten werden geplaatst.